# Lijst van voetbalinterlands Bosnië en Herzegovina - Kazachstan
Deze lijst van voetbalinterlands is een overzicht van alle officiële voetbalwedstrijden tussen de nationale teams van Bosnië en Herzegovina en Kazachstan. De landen speelden tot op heden twee keer tegen elkaar. De eerste ontmoeting, een kwalificatiewedstrijd voor het Wereldkampioenschap voetbal 2022, werd gespeeld in Zenica op 7 september 2021. Het laatste duel, de returnwedstrijd in dezelfde kwalificatiereeks, vond plaats op 9 oktober 2021 in Nur-Sultan.

## Wedstrijden
| № | Plaats     | Datum            | Competitie           | Wedstrijd                          | Uitslag |
| - | ---------- | ---------------- | -------------------- | ---------------------------------- | ------- |
| 1 | Zenica     | 7 september 2021 | WK 2022 kwalificatie | Bosnië en Herzegovina – Kazachstan | 2 – 2   |
| 2 | Nur-Sultan | 9 oktober 2021   | WK 2022 kwalificatie | Kazachstan − Bosnië en Herzegovina | 0 − 2   |

## Samenvatting
| Competitie      | Totaal gespeeld | Winst Bosnië en Her. | Gelijk | Winst Kazachstan | Doelsaldo Bosnië en Her. – Kazachstan |
| --------------- | --------------- | -------------------- | ------ | ---------------- | ------------------------------------- |
| WK-kwalificatie | 2               | 1                    | 1      | 0                | 4 − 2                                 |
| Totaal          | 2               | 1                    | 1      | 0                | 4 − 2                                 |